# Dietrich Fischer-Dieskau
Dietrich Fischer-Dieskau, född 28 maj 1925 i Berlin, död 18 maj 2012 i Berg, Starnberg, Bayern, var en framstående tysk lieder- och operasångare (baryton). Han mottog Polarpriset år 2005 tillsammans med Gilberto Gil. Motiveringen till priset var "för hans unika konstnärskap inom den klassiska sångens alla uttrycksområden samt hans enastående insatser som inträngande och förnyande uttolkare av den tyskspråkiga romansskatten".
När den brittiska tidningen British Classic CD höll en omröstning bland sina kritiker 1999 kom Fischer-Dieskau tvåa i "Århundradets bäste sångare", endast slagen av Jussi Björling.
Fischer-Dieskau brukar räknas som den främste lieder-sångaren under 1900-talet och är särskilt berömd för sina tolkningar av Schuberts sångskatt. Han var hedersdoktor vid Yale samt vid universiteten i Oxford, Sorbonne och Heidelberg. Han var gift fyra gånger.
Bland hans talrika utmärkelser märks Léonie Sonnings musikpris 1975 och Gyllene Goethemedaljen 2009.

## Utmärkelser
- Berliner Kunstpreis,  1950
- Förtjänstkors med band av Förbundsrepubliken Tysklands förtjänstorden,  1958
- Léonie Sonnings musikpris,  1975
- Friedrich Rückert-priset,  1977
- Ernst von Siemens musikpris,  1980[9]
- Pour le Mérite för vetenskap och konst,  1984[10]
- Maximiliansorden för konst och vetenskap,  1984
- Zwickaus Robert Schumann-pris,  1987[11]
- Royal Philharmonic Society Gold Medal,  1988
- Riddare av Hederslegionen,  1990[12]
- Gramophonepris för livsgärning,  1993
- Ernst Reuter-Medaljen,  1993
- Kommendör av Arts et Lettres-orden,  26 januari 1995[13]
- Brahmspreis,  12 september 1998[14]
- Frankfurter Musikpreis,  2001
- Praemium Imperiale,  2002[15]
- Berliner Bär,  2006
- Musikpreis der Stadt Duisburg,  2007
- Goethe-guldmedaljen,  2009
- Förbundsrepubliken Tysklands förtjänstorden - stora kommendörskorset med stjärna
- Hedersmedborgare i Berlin
- Hedersdoktor vid Universitetet i Heidelberg

[Redigera Wikidata]